# Hesperagrion
Hesperagrion is een geslacht van libellen (Odonata) uit de familie van de waterjuffers (Coenagrionidae).

## Soorten
Hesperagrion omvat 1 soort:
- Hesperagrion heterodoxum (Selys, 1868)